# Mataojo
Ne doit pas être confondu avec Solís de Mataojo.
Mataojo est une municipalité de l'Uruguay située dans le département de Salto.
La municipalité comprend les localités de Fernández, Quintana, Sarandí del Arapey et Capará del Arapey.

## Gouvernement
Le maire de la municipalité est María Alejandra Fagúndez.